# Muscone
Il muscone è un chetone macrociclico, un composto organico dal caratteristico odore muschiato. Il muscone naturale si ottiene dal muschio, una secrezione ghiandolare del Moschus, utilizzata da migliaia di anni in profumeria e in medicina. Per ottenere il muschio naturale veniva ucciso l'animale. Dal 1979 il commercio di muschio naturale è stato regolamentato per proteggere la specie, e oggi il muscone utilizzato in profumeria e prodotti di consumo è quasi tutto sintetico.[1]

## Struttura e sintesi chimica
Il chimico tedesco Heinrich Walbaum isolò per primo nel 1906 il componente principale del muschio naturale e lo chiamò muscone. La struttura macrociclica del muscone fu determinata solo nel 1926 da Leopold Ruzicka. Il muscone è un chetone ciclico a 15 membri con un metile in posizione 3. È un liquido oleoso che in natura è presente come enantiomero (−)-(R)-3-metilciclopentadecanone. Il composto è solubile in acetone, etere dietilico, etanolo.
Si può sintetizzare sia l'enantiomero (−) puro o il racemo. Una sintesi asimmetrica del (−)-muscone è illustrata nella figura seguente. Il composto di partenza (+)-citronellale è disponibile in commercio; la chiusura dell'anello a 15 membri avviene per metatesi olefinica.
Un'altra sintesi di (−)-muscone tramite condensazione aldolica intramolecolare di un macrociclo dichetonico facilmente disponibile è schematizzata nella figura seguente.